# Olympische Sommerspiele 2020/Wasserspringen/Qualifikation
Insgesamt gab es bei der Qualifikation für die Wettbewerbe im Wasserspringen bei den Olympischen Sommerspielen 2020 in Tokio 136 Quotenplätze. Diese waren je zur Hälfte auf beide Geschlechter verteilt. Jede Nation durfte nicht mehr als 16 Athleten an den Start schicken (maximal acht pro Geschlecht), dabei durften maximal zwei Athleten pro Einzelwettkampf und ein Paar pro Wettkampf im Synchronspringen antreten. Der Weltcup in Tokio sollte ursprünglich vom 21. bis 26. April 2020 stattfinden. Wegen der COVID-19-Pandemie wurde dieser auf den 23. bis 28. Februar 2021 verschoben. Wegen anhaltender Pandemie wurde schließlich entschieden, den Weltcup vom 18. bis 23. April 2021 in Tokio auszutragen. 

## Übersicht
Für die Einzelwettkämpfe qualifizierten sich die zwölf besten der Schwimmweltmeisterschaften 2019, sowie die fünf Kontinentalmeister und die 18 Halbfinalisten des Weltcups. Für die Wettkämpfe im Synchronspringen waren die drei besten Paare der Weltmeisterschaft, die vier besten des Weltcups sowie Japan als Gastgeber qualifiziert. Weitere Quotenplätzen gingen an die nächstbesten Athleten des Weltcups, bis die Maximalanzahl erreicht war.
| Nation                  | Synchronspringen | Synchronspringen | Synchronspringen | Synchronspringen | Einzelwettkämpfe | Einzelwettkämpfe | Einzelwettkämpfe | Einzelwettkämpfe | Gesamt         | Gesamt   |
| Nation                  | Männer           | Männer           | Frauen           | Frauen           | Männer           | Männer           | Frauen           | Frauen           | Quoten- plätze | Athleten |
| Nation                  | 3 m              | 10 m             | 3 m              | 10 m             | 3 m              | 10 m             | 3 m              | 10 m             | Quoten- plätze | Athleten |
| ----------------------- | ---------------- | ---------------- | ---------------- | ---------------- | ---------------- | ---------------- | ---------------- | ---------------- | -------------- | -------- |
| Ägypten                 |                  |                  |                  |                  | 1                | 1                |                  | 1                | 3              | 3        |
| Armenien                |                  |                  |                  |                  |                  | 1                |                  |                  | 1              | 1        |
| Australien              |                  |                  |                  |                  | 1                | 2                | 2                | 2                | 7              | 7        |
| Brasilien               |                  |                  |                  |                  |                  | 2                | 1                | 2                | 5              | 5        |
| Chile                   |                  |                  |                  |                  | 1                |                  |                  |                  | 1              | 1        |
| China                   | X                | X                | X                | X                | 2                | 2                | 2                | 2                | 12             | 16       |
| Deutschland             | X                |                  | X                | X                | 2                | 2                | 1                | 2                | 10             | 13       |
| Dominikanische Republik |                  |                  |                  |                  | 1                | 1                |                  |                  | 2              | 2        |
| Frankreich              |                  |                  |                  |                  | 1                | 2                |                  | 1                | 4              | 4        |
| Großbritannien          | X                | X                | X                | X                | 2                | 2                | 2                | 2                | 12             | 16       |
| Irland                  |                  |                  |                  |                  | 1                |                  |                  | 2                | 3              | 3        |
| Italien                 | X                |                  | X                |                  | 2                | 1                | 2                | 2                | 9              | 11       |
| Jamaika                 |                  |                  |                  |                  | 1                |                  |                  |                  | 1              | 1        |
| Japan                   | X                | X                | X                | X                | 2                | 2                | 2                | 2                | 12             | 16       |
| Kanada                  |                  | X                | X                | X                | 1                | 2                | 2                | 2                | 10             | 13       |
| Kolumbien               |                  |                  |                  |                  | 2                | 2                | 1                |                  | 5              | 5        |
| Kuba                    |                  |                  |                  |                  |                  |                  |                  | 1                | 1              | 1        |
| Malaysia                |                  |                  |                  | X                | 1                |                  | 2                | 2                | 6              | 7        |
| Mexiko                  | X                | X                | X                | X                | 2                | 2                | 2                | 2                | 12             | 16       |
| Neuseeland              |                  |                  |                  |                  | 1                |                  | 1                |                  | 2              | 2        |
| Niederlande             |                  |                  |                  |                  |                  |                  | 1                | 1                | 2              | 2        |
| Österreich              |                  |                  |                  |                  | 1                |                  |                  |                  | 1              | 1        |
| Puerto Rico             |                  |                  |                  |                  |                  | 1                |                  | 1                | 2              | 2        |
| ROC                     | X                | X                |                  |                  | 2                | 2                | 2                | 2                | 10             | 12       |
| Schweden                |                  |                  |                  |                  |                  |                  | 2                |                  | 2              | 2        |
| Schweiz                 |                  |                  |                  |                  | 1                |                  | 1                |                  | 2              | 2        |
| Singapur                |                  |                  |                  |                  |                  | 1                |                  | 1                | 2              | 2        |
| Spanien                 |                  |                  |                  |                  | 2                |                  |                  |                  | 2              | 2        |
| Südafrika               |                  |                  |                  |                  |                  |                  | 2                |                  | 2              | 2        |
| Südkorea                |                  | X                |                  |                  | 2                | 2                | 1                | 1                | 7              | 8        |
| Ukraine                 |                  | X                |                  |                  | 1                | 2                | 2                | 2                | 8              | 9        |
| Venezuela               |                  |                  |                  |                  |                  | 1                | 1                |                  | 2              | 2        |
| Vereinigte Staaten      | X                |                  | X                | X                | 2                | 2                | 2                | 2                | 11             | 14       |
| Belarus                 |                  |                  |                  |                  |                  |                  | 1                |                  | 1              | 1        |
| Gesamt: 34 NOKs         | 8                | 8                | 8                | 8                | 35               | 35               | 35               | 35               | 172            | 204      |

## Synchronspringen

### Männer 3 m Synchronspringen
| Qualifikationswettbewerb        | Datum             | Ort          | Plätze | Qualifizierte NOKs |
| ------------------------------- | ----------------- | ------------ | ------ | ------------------ |
| Gastgeber                       | 7. September 2013 | Buenos Aires | 1      | Japan              |
| Schwimmweltmeisterschaften 2019 | 12.–28. Juli 2019 | Gwangju      | 3      | China              |
| Schwimmweltmeisterschaften 2019 | 12.–28. Juli 2019 | Gwangju      | 3      | Großbritannien     |
| Schwimmweltmeisterschaften 2019 | 12.–28. Juli 2019 | Gwangju      | 3      | Mexiko             |
| Weltcup 2021                    | 1.–6. Mai 2021    | Tokio        | 4      | Deutschland        |
| Weltcup 2021                    | 1.–6. Mai 2021    | Tokio        | 4      | Italien            |
| Weltcup 2021                    | 1.–6. Mai 2021    | Tokio        | 4      | ROC                |
| Weltcup 2021                    | 1.–6. Mai 2021    | Tokio        | 4      | Vereinigte Staaten |
| Gesamt                          | Gesamt            | Gesamt       | 8      | 8                  |

### Männer 10 m Synchronspringen
| Qualifikationswettbewerb        | Datum             | Ort          | Plätze | Qualifizierte NOKs |
| ------------------------------- | ----------------- | ------------ | ------ | ------------------ |
| Gastgeber                       | 7. September 2013 | Buenos Aires | 1      | Japan              |
| Schwimmweltmeisterschaften 2019 | 12.–28. Juli 2019 | Gwangju      | 3      | China              |
| Schwimmweltmeisterschaften 2019 | 12.–28. Juli 2019 | Gwangju      | 3      | Großbritannien     |
| Schwimmweltmeisterschaften 2019 | 12.–28. Juli 2019 | Gwangju      | 3      | ROC                |
| Weltcup 2021                    | 1.–6. Mai 2021    | Tokio        | 4      | Kanada             |
| Weltcup 2021                    | 1.–6. Mai 2021    | Tokio        | 4      | Mexiko             |
| Weltcup 2021                    | 1.–6. Mai 2021    | Tokio        | 4      | Südkorea           |
| Weltcup 2021                    | 1.–6. Mai 2021    | Tokio        | 4      | Ukraine            |
| Gesamt                          | Gesamt            | Gesamt       | 8      | 8                  |

### Frauen 3 m Synchronspringen
| Qualifikationswettbewerb        | Datum             | Ort          | Plätze | Qualifizierte NOKs |
| ------------------------------- | ----------------- | ------------ | ------ | ------------------ |
| Gastgeber                       | 7. September 2013 | Buenos Aires | 1      | Japan              |
| Schwimmweltmeisterschaften 2019 | 12.–28. Juli 2019 | Gwangju      | 3      | China              |
| Schwimmweltmeisterschaften 2019 | 12.–28. Juli 2019 | Gwangju      | 3      | Kanada             |
| Schwimmweltmeisterschaften 2019 | 12.–28. Juli 2019 | Gwangju      | 3      | Mexiko             |
| Weltcup 2021                    | 1.–6. Mai 2021    | Tokio        | 4      | Deutschland        |
| Weltcup 2021                    | 1.–6. Mai 2021    | Tokio        | 4      | Großbritannien     |
| Weltcup 2021                    | 1.–6. Mai 2021    | Tokio        | 4      | Italien            |
| Weltcup 2021                    | 1.–6. Mai 2021    | Tokio        | 4      | Vereinigte Staaten |
| Gesamt                          | Gesamt            | Gesamt       | 8      | 8                  |

### Frauen 10 m Synchronspringen
| Qualifikationswettbewerb        | Datum             | Ort          | Plätze | Qualifizierte NOKs |
| ------------------------------- | ----------------- | ------------ | ------ | ------------------ |
| Gastgeber                       | 7. September 2013 | Buenos Aires | 1      | Japan              |
| Schwimmweltmeisterschaften 2019 | 12.–28. Juli 2019 | Gwangju      | 3      | China              |
| Schwimmweltmeisterschaften 2019 | 12.–28. Juli 2019 | Gwangju      | 3      | Malaysia           |
| Schwimmweltmeisterschaften 2019 | 12.–28. Juli 2019 | Gwangju      | 3      | Vereinigte Staaten |
| Weltcup 2021                    | 1.–6. Mai 2021    | Tokio        | 4      | Deutschland        |
| Weltcup 2021                    | 1.–6. Mai 2021    | Tokio        | 4      | Großbritannien     |
| Weltcup 2021                    | 1.–6. Mai 2021    | Tokio        | 4      | Kanada             |
| Weltcup 2021                    | 1.–6. Mai 2021    | Tokio        | 4      | Mexiko             |
| Gesamt                          | Gesamt            | Gesamt       | 8      | 8                  |

## Einzelwettkämpfe
Bei den Einzelwettkämpfen konnte jeder Athlet nur einen Quotenplatz pro Wettbewerb für seine Nation erkämpfen.

### Männer 3 m Kunstspringen
| Qualifikationswettbewerb              | Datum                      | Ort          | Plätze | Qualifizierte Athleten  |
| ------------------------------------- | -------------------------- | ------------ | ------ | ----------------------- |
| Schwimmweltmeisterschaften 2019       | 12.–28. Juli 2019          | Gwangju      | 12     | Xie Siyi                |
| Schwimmweltmeisterschaften 2019       | 12.–28. Juli 2019          | Gwangju      | 12     | Cao Yuan                |
| Schwimmweltmeisterschaften 2019       | 12.–28. Juli 2019          | Gwangju      | 12     | Jack Laugher            |
| Schwimmweltmeisterschaften 2019       | 12.–28. Juli 2019          | Gwangju      | 12     | David Boudia            |
| Schwimmweltmeisterschaften 2019       | 12.–28. Juli 2019          | Gwangju      | 12     | Nikita Schleicher       |
| Schwimmweltmeisterschaften 2019       | 12.–28. Juli 2019          | Gwangju      | 12     | Rommel Pacheco          |
| Schwimmweltmeisterschaften 2019       | 12.–28. Juli 2019          | Gwangju      | 12     | Sebastián Morales       |
| Schwimmweltmeisterschaften 2019       | 12.–28. Juli 2019          | Gwangju      | 12     | Jewgeni Kusnezow        |
| Schwimmweltmeisterschaften 2019       | 12.–28. Juli 2019          | Gwangju      | 12     | Patrick Hausding        |
| Schwimmweltmeisterschaften 2019       | 12.–28. Juli 2019          | Gwangju      | 12     | Oleh Kolodij            |
| Schwimmweltmeisterschaften 2019       | 12.–28. Juli 2019          | Gwangju      | 12     | Woo Ha-ram              |
| Schwimmweltmeisterschaften 2019       | 12.–28. Juli 2019          | Gwangju      | 12     | Michael Hixon           |
| Panamerikanische Spiele 2019          | 26. Juli – 11. August 2019 | Lima         | 1      | Daniel Restrepo         |
| Europameisterschaften 2019            | 5.–11. August 2019         | Kiew         | 1      | James Heatly            |
| Asien Cup 2019                        | 6.–8. September 2019       | Kuala Lumpur | 1      | Ken Terauchi            |
| Ozeanienmeisterschaften 2019          | 12.–15. Dezember 2019      | Auckland     | 1      | Li Shixin               |
| Afrikameisterschaften                 | 16.–18. Dezember 2019      | Durban       | 1      | Mohab El-Kordy          |
| Weltcup 2021                          | 1.–6. Mai 2021             | Tokio        | 12     | Martin Wolfram          |
| Weltcup 2021                          | 1.–6. Mai 2021             | Tokio        | 12     | Alexis Jandard          |
| Weltcup 2021                          | 1.–6. Mai 2021             | Tokio        | 12     | Alberto Arevalo Alcon   |
| Weltcup 2021                          | 1.–6. Mai 2021             | Tokio        | 12     | Rodrigo Diego López     |
| Weltcup 2021                          | 1.–6. Mai 2021             | Tokio        | 12     | Anton Down-Jenkins      |
| Weltcup 2021                          | 1.–6. Mai 2021             | Tokio        | 12     | Nicolas Garcia Boissier |
| Weltcup 2021                          | 1.–6. Mai 2021             | Tokio        | 12     | Yona Knight-Wisdom      |
| Weltcup 2021                          | 1.–6. Mai 2021             | Tokio        | 12     | Jonathan Ruvalcaba      |
| Weltcup 2021                          | 1.–6. Mai 2021             | Tokio        | 12     | Kim Yeong-nam           |
| Weltcup 2021                          | 1.–6. Mai 2021             | Tokio        | 12     | Oliver Dingley          |
| Weltcup 2021                          | 1.–6. Mai 2021             | Tokio        | 12     | Thomas Ciprick          |
| Weltcup 2021                          | 1.–6. Mai 2021             | Tokio        | 12     | Lorenzo Marsaglia       |
| Neuverteilung unbelegter Quotenplätze | –                          | –            | 6      | Haruki Suyama           |
| Neuverteilung unbelegter Quotenplätze | –                          | –            | 6      | Alex Hart               |
| Neuverteilung unbelegter Quotenplätze | –                          | –            | 6      | Jonathan Suckow         |
| Neuverteilung unbelegter Quotenplätze | –                          | –            | 6      | Giovanni Tocci          |
| Neuverteilung unbelegter Quotenplätze | –                          | –            | 6      | Muhammad Syafiq Puteh   |
| Neuverteilung unbelegter Quotenplätze | –                          | –            | 6      | Donato Neglia           |
| Gesamt                                | Gesamt                     | Gesamt       | 35     | 35                      |

### Männer 10 m Turmspringen
| Qualifikationswettbewerb              | Datum                      | Ort          | Plätze | Qualifizierte Athleten     |
| ------------------------------------- | -------------------------- | ------------ | ------ | -------------------------- |
| Schwimmweltmeisterschaften 2019       | 12.–28. Juli 2019          | Gwangju      | 12     | Yang Jian                  |
| Schwimmweltmeisterschaften 2019       | 12.–28. Juli 2019          | Gwangju      | 12     | Yang Hao                   |
| Schwimmweltmeisterschaften 2019       | 12.–28. Juli 2019          | Gwangju      | 12     | Tom Daley                  |
| Schwimmweltmeisterschaften 2019       | 12.–28. Juli 2019          | Gwangju      | 12     | Woo Ha-ram                 |
| Schwimmweltmeisterschaften 2019       | 12.–28. Juli 2019          | Gwangju      | 12     | David Dinsmore             |
| Schwimmweltmeisterschaften 2019       | 12.–28. Juli 2019          | Gwangju      | 12     | Noah Williams              |
| Schwimmweltmeisterschaften 2019       | 12.–28. Juli 2019          | Gwangju      | 12     | Oleksij Sereda             |
| Schwimmweltmeisterschaften 2019       | 12.–28. Juli 2019          | Gwangju      | 12     | Benjamin Auffret           |
| Schwimmweltmeisterschaften 2019       | 12.–28. Juli 2019          | Gwangju      | 12     | Brandon Loschiavo          |
| Schwimmweltmeisterschaften 2019       | 12.–28. Juli 2019          | Gwangju      | 12     | Alexander Bondar           |
| Schwimmweltmeisterschaften 2019       | 12.–28. Juli 2019          | Gwangju      | 12     | Nathan Zsombor-Murray      |
| Schwimmweltmeisterschaften 2019       | 12.–28. Juli 2019          | Gwangju      | 12     | Cassiel Rousseau           |
| Panamerikanische Spiele 2019          | 26. Juli – 11. August 2019 | Lima         | 1      | Kevin Berlin               |
| Europameisterschaften 2019            | 5.–11. August 2019         | Kiew         | 1      | Ruslan Ternowoi            |
| Asien Cup 2019                        | 6.–8. September 2019       | Kuala Lumpur | 1      | Jonathan Shan              |
| Ozeanien Qualifikationswettkampf      | 12.–15. Dezember 2019      | Auckland     | 1      | Domonic Bedggood           |
| Afrika Qualifikationswettkampf        | 16.–18. Dezember 2019      | Durban       | 1      | Youssef Ezzat              |
| Weltcup 2021                          | 1.–6. Mai 2021             | Tokio        | 13     | Randal Willars             |
| Weltcup 2021                          | 1.–6. Mai 2021             | Tokio        | 13     | Kawan Pereira              |
| Weltcup 2021                          | 1.–6. Mai 2021             | Tokio        | 13     | Rafael Quintero            |
| Weltcup 2021                          | 1.–6. Mai 2021             | Tokio        | 13     | Jaden Eikermann Gregorchuk |
| Weltcup 2021                          | 1.–6. Mai 2021             | Tokio        | 13     | Isaac Souza                |
| Weltcup 2021                          | 1.–6. Mai 2021             | Tokio        | 13     | Rylan Wiens                |
| Weltcup 2021                          | 1.–6. Mai 2021             | Tokio        | 13     | Kim Yeong-taek             |
| Weltcup 2021                          | 1.–6. Mai 2021             | Tokio        | 13     | Matthieu Rosset            |
| Weltcup 2021                          | 1.–6. Mai 2021             | Tokio        | 13     | Sebastián Villa            |
| Weltcup 2021                          | 1.–6. Mai 2021             | Tokio        | 13     | Rikuko Tamai               |
| Weltcup 2021                          | 1.–6. Mai 2021             | Tokio        | 13     | Timo Barthel               |
| Weltcup 2021                          | 1.–6. Mai 2021             | Tokio        | 13     | Óscar Ariza                |
| Weltcup 2021                          | 1.–6. Mai 2021             | Tokio        | 13     | Reo Nishida                |
| Neuverteilung unbelegter Quotenplätze | –                          | –            | 5      | Alejandro Solarte          |
| Neuverteilung unbelegter Quotenplätze | –                          | –            | 5      | Oleh Serbin                |
| Neuverteilung unbelegter Quotenplätze | –                          | –            | 5      | Andreas Sargent Larsen     |
| Neuverteilung unbelegter Quotenplätze | –                          | –            | 5      | Jonathan Ruvalcaba         |
| Neuverteilung unbelegter Quotenplätze | –                          | –            | 5      | Wardan Bajandurjan         |
| Gesamt                                | Gesamt                     | Gesamt       | 35     | 35                         |

### Frauen 3 m Kunstspringen
| Qualifikationswettbewerb              | Datum                      | Ort          | Plätze | Qualifizierte Athletinnen |
| ------------------------------------- | -------------------------- | ------------ | ------ | ------------------------- |
| Schwimmweltmeisterschaften 2019       | 12.–28. Juli 2019          | Gwangju      | 12     | Shi Tingmao               |
| Schwimmweltmeisterschaften 2019       | 12.–28. Juli 2019          | Gwangju      | 12     | Maddison Keeney           |
| Schwimmweltmeisterschaften 2019       | 12.–28. Juli 2019          | Gwangju      | 12     | Wang Han                  |
| Schwimmweltmeisterschaften 2019       | 12.–28. Juli 2019          | Gwangju      | 12     | Jennifer Abel             |
| Schwimmweltmeisterschaften 2019       | 12.–28. Juli 2019          | Gwangju      | 12     | Tina Punzel               |
| Schwimmweltmeisterschaften 2019       | 12.–28. Juli 2019          | Gwangju      | 12     | Pamela Ware               |
| Schwimmweltmeisterschaften 2019       | 12.–28. Juli 2019          | Gwangju      | 12     | Sayaka Mikami             |
| Schwimmweltmeisterschaften 2019       | 12.–28. Juli 2019          | Gwangju      | 12     | Grace Reid                |
| Schwimmweltmeisterschaften 2019       | 12.–28. Juli 2019          | Gwangju      | 12     | Wiktorija Kessar          |
| Schwimmweltmeisterschaften 2019       | 12.–28. Juli 2019          | Gwangju      | 12     | Yan Yee Ng                |
| Schwimmweltmeisterschaften 2019       | 12.–28. Juli 2019          | Gwangju      | 12     | Inge Jansen               |
| Schwimmweltmeisterschaften 2019       | 12.–28. Juli 2019          | Gwangju      | 12     | Esther Qin                |
| Panamerikanische Spiele 2019          | 26. Juli – 11. August 2019 | Lima         | 1      | Dolores Hernández         |
| Europameisterschaften 2019            | 5.–11. August 2019         | Kiew         | 1      | Kristina Iljinych         |
| Asien Cup 2019                        | 6.–8. September 2019       | Kuala Lumpur | 1      | Nur Dhabitah Sabri        |
| Ozeanien Qualifikationswettkampf      | 12.–15. Dezember 2019      | Auckland     | 1      | Elizabeth Cui             |
| Afrika Qualifikationswettkampf        | 16.–18. Dezember 2019      | Durban       | 1      | Micaela Bouter            |
| Weltcup 2021                          | 1.–6. Mai 2021             | Tokio        | 11     | Sarah Bacon               |
| Weltcup 2021                          | 1.–6. Mai 2021             | Tokio        | 11     | Aranza Vazquez            |
| Weltcup 2021                          | 1.–6. Mai 2021             | Tokio        | 11     | Samantha Pickens          |
| Weltcup 2021                          | 1.–6. Mai 2021             | Tokio        | 11     | Hanna Pysmenska           |
| Weltcup 2021                          | 1.–6. Mai 2021             | Tokio        | 11     | Haruka Enamoto            |
| Weltcup 2021                          | 1.–6. Mai 2021             | Tokio        | 11     | Emma Gullstrand           |
| Weltcup 2021                          | 1.–6. Mai 2021             | Tokio        | 11     | Michelle Heimberg         |
| Weltcup 2021                          | 1.–6. Mai 2021             | Tokio        | 11     | Scarlett Mew Jensen       |
| Weltcup 2021                          | 1.–6. Mai 2021             | Tokio        | 11     | Luana Lira                |
| Weltcup 2021                          | 1.–6. Mai 2021             | Tokio        | 11     | Julia Vincent             |
| Weltcup 2021                          | 1.–6. Mai 2021             | Tokio        | 11     | Kim Su-ji                 |
| Neuverteilung unbelegter Quotenplätze | –                          | –            | 7      | Aljona Chamulkina         |
| Neuverteilung unbelegter Quotenplätze | –                          | –            | 7      | Marija Poljakowa          |
| Neuverteilung unbelegter Quotenplätze | –                          | –            | 7      | Diana Pineda              |
| Neuverteilung unbelegter Quotenplätze | –                          | –            | 7      | Emilia Nilsson            |
| Neuverteilung unbelegter Quotenplätze | –                          | –            | 7      | Elizabeth Pérez           |
| Neuverteilung unbelegter Quotenplätze | –                          | –            | 7      | Elena Bertocchi           |
| Neuverteilung unbelegter Quotenplätze | –                          | –            | 7      | Chiara Pellacani          |
| Gesamt                                | Gesamt                     | Gesamt       | 35     | 35                        |

### Frauen 10 m Turmspringen
| Qualifikationswettbewerb              | Datum                      | Ort          | Plätze | Qualifizierte Athletinnen |
| ------------------------------------- | -------------------------- | ------------ | ------ | ------------------------- |
| Schwimmweltmeisterschaften 2019       | 12.–28. Juli 2019          | Gwangju      | 12     | Chen Yuxi                 |
| Schwimmweltmeisterschaften 2019       | 12.–28. Juli 2019          | Gwangju      | 12     | Lu Wei                    |
| Schwimmweltmeisterschaften 2019       | 12.–28. Juli 2019          | Gwangju      | 12     | Caeli McKay               |
| Schwimmweltmeisterschaften 2019       | 12.–28. Juli 2019          | Gwangju      | 12     | Meaghan Benfeito          |
| Schwimmweltmeisterschaften 2019       | 12.–28. Juli 2019          | Gwangju      | 12     | Noemi Batki               |
| Schwimmweltmeisterschaften 2019       | 12.–28. Juli 2019          | Gwangju      | 12     | Melissa Wu                |
| Schwimmweltmeisterschaften 2019       | 12.–28. Juli 2019          | Gwangju      | 12     | Lois Toulson              |
| Schwimmweltmeisterschaften 2019       | 12.–28. Juli 2019          | Gwangju      | 12     | Delaney Schnell           |
| Schwimmweltmeisterschaften 2019       | 12.–28. Juli 2019          | Gwangju      | 12     | Pandelela Rinong Pamg     |
| Schwimmweltmeisterschaften 2019       | 12.–28. Juli 2019          | Gwangju      | 12     | Matsuri Arai              |
| Schwimmweltmeisterschaften 2019       | 12.–28. Juli 2019          | Gwangju      | 12     | Celine van Duijn          |
| Schwimmweltmeisterschaften 2019       | 12.–28. Juli 2019          | Gwangju      | 12     | Amelia Magana             |
| Panamerikanische Spiele 2019          | 26. Juli – 11. August 2019 | Lima         | 1      | Alejandra Orozco          |
| Europameisterschaften 2019            | 5.–11. August 2019         | Kiew         | 1      | Sofija Lyskun             |
| Asien Cup 2019                        | 6.–8. September 2019       | Kuala Lumpur | 0      | Kim Mi-rae                |
| Ozeanien Qualifikationswettkampf      | 12.–15. Dezember 2019      | Auckland     | 1      | Nikita Hains              |
| Afrika Qualifikationswettkampf        | 16.–18. Dezember 2019      | Durban       | 1      | Maha Gouda                |
| Weltcup 2021                          | 1.–6. Mai 2021             | Tokio        | 13     | Cheong Jun Hoong          |
| Weltcup 2021                          | 1.–6. Mai 2021             | Tokio        | 13     | Julia Timoschinina        |
| Weltcup 2021                          | 1.–6. Mai 2021             | Tokio        | 13     | Gabriela Agúndez          |
| Weltcup 2021                          | 1.–6. Mai 2021             | Tokio        | 13     | Andrea Spendolini-Sirieix |
| Weltcup 2021                          | 1.–6. Mai 2021             | Tokio        | 13     | Elena Wassen              |
| Weltcup 2021                          | 1.–6. Mai 2021             | Tokio        | 13     | Kwon Ha-lim               |
| Weltcup 2021                          | 1.–6. Mai 2021             | Tokio        | 13     | Freida Lim                |
| Weltcup 2021                          | 1.–6. Mai 2021             | Tokio        | 13     | Christina Wassen          |
| Weltcup 2021                          | 1.–6. Mai 2021             | Tokio        | 13     | Ingrid Oliveira           |
| Weltcup 2021                          | 1.–6. Mai 2021             | Tokio        | 13     | Anna Konanychina          |
| Weltcup 2021                          | 1.–6. Mai 2021             | Tokio        | 13     | Tanja Watson              |
| Weltcup 2021                          | 1.–6. Mai 2021             | Tokio        | 13     | Sarah Jodoin Di Maria     |
| Weltcup 2021                          | 1.–6. Mai 2021             | Tokio        | 13     | Alais Kalonji             |
| Neuverteilung unbelegter Quotenplätze | –                          | –            | 6      | Giovanna Pedroso          |
| Neuverteilung unbelegter Quotenplätze | –                          | –            | 6      | Anisley García            |
| Neuverteilung unbelegter Quotenplätze | –                          | –            | 6      | Ciara McGing              |
| Neuverteilung unbelegter Quotenplätze | –                          | –            | 6      | Mai Yasuda                |
| Neuverteilung unbelegter Quotenplätze | –                          | –            | 6      | Ksneia Bailo              |
| Neuverteilung unbelegter Quotenplätze | –                          | –            | 6      | Elizabeth Miclau          |
| Gesamt                                | Gesamt                     | Gesamt       | 35     | 35                        |